# Pivotal Helix
Das Pivotal Helix ist ein amerikanisches, elektrisch angetriebenes VTOL-Flugzeug, das vom kanadischen Ingenieur Marcus Leng entwickelt wurde. Nach neun Jahren Entwicklungszeit wurde es 2018 zunächst unter dem Namen Opener BlackFly der Öffentlichkeit vorgestellt. Das Flugzeug soll komplett und flugfertig geliefert werden und Pivotal ist dabei, die Produktion an seinem Standort in Palo Alto, Kalifornien, aufzunehmen.
Laut Herstellerangabe handelt es sich bei der Konstruktion um das weltweit erste ultraleichte, vollelektrische, senkrecht startende und landende Starrflügler-Flugzeug. Zu den Investoren des Unternehmens gehört Google-Mitbegründer Larry Page.

## Entwicklung
Die erste Proof-of-Concept-Version wurde am 5. Oktober 2011 in Warkworth, Kanada, von Leng geflogen. Das nächste Modell mit dem Namen BlackFly flog er im August 2014 und verlegte den Firmensitz im September 2014 nach Palo Alto, Kalifornien. Im Februar 2016 wurde der zweite BlackFly-Prototyp erstmals geflogen. Das erste Vorserienflugzeug wurde im Oktober 2017 geflogen.
Die Konstruktion ist für die Kategorie FAR 103 Ultralight Vehicles in den Vereinigten Staaten und die Kategorie Basic Ultralight Aeroplane in Kanada vorgesehen. Die US-Version und die internationalen Versionen werden unterschiedliche Reichweiten, Geschwindigkeiten und Gewichte haben, um den nationalen Vorschriften zu entsprechen.
Der neue CEO von Opener, Ben Diachun, erklärte im Januar 2020, dass der BlackFly kurz vor der Produktions- und Verkaufsreife stehe.
Das Flugzeug wurde bei Vorführungen auf der AirVenture 2021 mit Besatzung geflogen und galt als das erste Flugzeug seiner Kategorie, das dies tat.
Im Oktober 2023 firmierte Opener in Pivotal um und taufte die bis dahin letzte Fassung von BlackFly Helix.

## Konstruktion
Das Flugzeug besteht aus kohlenstofffaserverstärktem Epoxidharz und hat einen elektrischen, batteriebetriebenen Antrieb. Vorne und am Ende des kurzen Rumpfes sitzen zwei freitragende Tandemflügel. Das einsitzige Cockpit hat eine Vollsichthaube. Die beiden Flügel sind gestaffelt, sodass das Cockpit eine gute Sicht nach vorne bietet. Jeder Flügel hat vier gegenläufige Propeller, die von Elektromotoren angetrieben werden. Die Zugpropeller-Auslegung verhindert, dass die flexiblen Propeller mit der Flugzeugzelle in Berührung kommen. An jeder Flügelspitze ist ein Winglets, die die Seitenstabilität verbessern und den Luftwiderstand verringern. Das Flugzeug wiegt leer 158 kg und kann maximal 104 kg Nutzlast befördern. Es bietet Platz für einen Piloten mit einer Körpergröße von bis zu 1,98 m. Ein Gesamtrettungssystem ist optional.
Das Flugzeug hat keine Kippflügel oder Kipprotoren, stattdessen ändert das gesamte Flugzeug die Neigung. Wenn das Flugzeug geparkt ist, sind beide Flügel und ihre Motoren um etwa 45 Grad nach oben geneigt. Um senkrecht aufzusteigen, neigt sich das Flugzeug um 45 Grad nach oben, so dass die Propeller senkrecht ziehen. Die an den Flügeln montierten Zugpropeller bewegen die Luft über die Flügel und verringern so die Überziehgeschwindigkeit. Bei Steigungswinkeln nahe null Grad kann das Flugzeug also langsam mit hohen Anstellwinkeln fliegen. Für einen effizienten Horizontalflug neigt sich das Flugzeug um 45 Grad nach unten, wodurch die Flügel und Propeller auf einen optimalen Anstellwinkel gekippt werden. Der vordere Flügel hat einen etwas geringeren Anstellwinkel, um den Überziehvorgang zu erleichtern. Bei niedrigen Geschwindigkeiten ist der vordere Flügel zuerst von einem Strömungsabriss betroffen, wodurch die Nase nach unten geht, die Fluggeschwindigkeit erhöht und der Strömungsabriss überwunden wird.
Die Start- und Landestrecke beträgt weniger als einen Meter. Das Fahrwerk besteht aus einer Scheuerleiste an der Unterseite des Rumpfes und einem kleinen Gummipuffer am hinteren Teil des Rumpfes. An der Unterkante der Winglets befinden sich Kufen, die das Rollen des Flugzeugs beim Abstellen begrenzen. Das Flugzeug ist für das Starten/Landen auf einer Grasfläche ausgelegt, kann aber auch auf Asphalt, Schnee und Eis geflogen werden.
Die Steuerung des Piloten erfolgt über einen Sidestick mit einem Daumenregler für die Höhe. Die Flugsteuerung besteht aus einem dreifach redundanten Fly-by-Wire-System, das die Motoren und zwei Elevons an der Außenkante der beiden Flügel steuert. Unterschiedliche Motordrehzahlen ermöglichen die Steuerung von Nick, Roll und Gier. Die Elevon ermöglichen auch die Steuerung in einem effizienten Gleitflugmodus ohne Motorkraft. Außerdem befinden sich die Elevons im Propellerstrahl der äußeren Propeller, was ihre Roll- und Nickfähigkeit bei niedrigen Geschwindigkeiten erhöht. Die Flugstabilität ist softwaregesteuert, mit Modi für Reiseflugkontrolle, „Rückkehr nach Hause“, automatische Landung und Geofencing.
Die meisten Flugtests wurden unbemannt durchgeführt, d. h. softwaregesteuert und mit einem Testgewicht anstelle eines Piloten.

## Technische Daten
Daten von der Hersteller-Website.
| Kenngröße            | Opener BlackFly    |
| -------------------- | ------------------ |
| Besatzung            | 1                  |
| Länge                | 4,14 m             |
| Spannweite           | 4,14 m             |
| Höhe                 | 1,6 m              |
| Leermasse            | 158 kg             |
| max. Startmasse      | 262 kg             |
| Reisegeschwindigkeit | 97 km/h            |
| Steigrate            | 2,5 m/s            |
| Reichweite           | 32 km plus Reserve |